# Baronía de Quadras

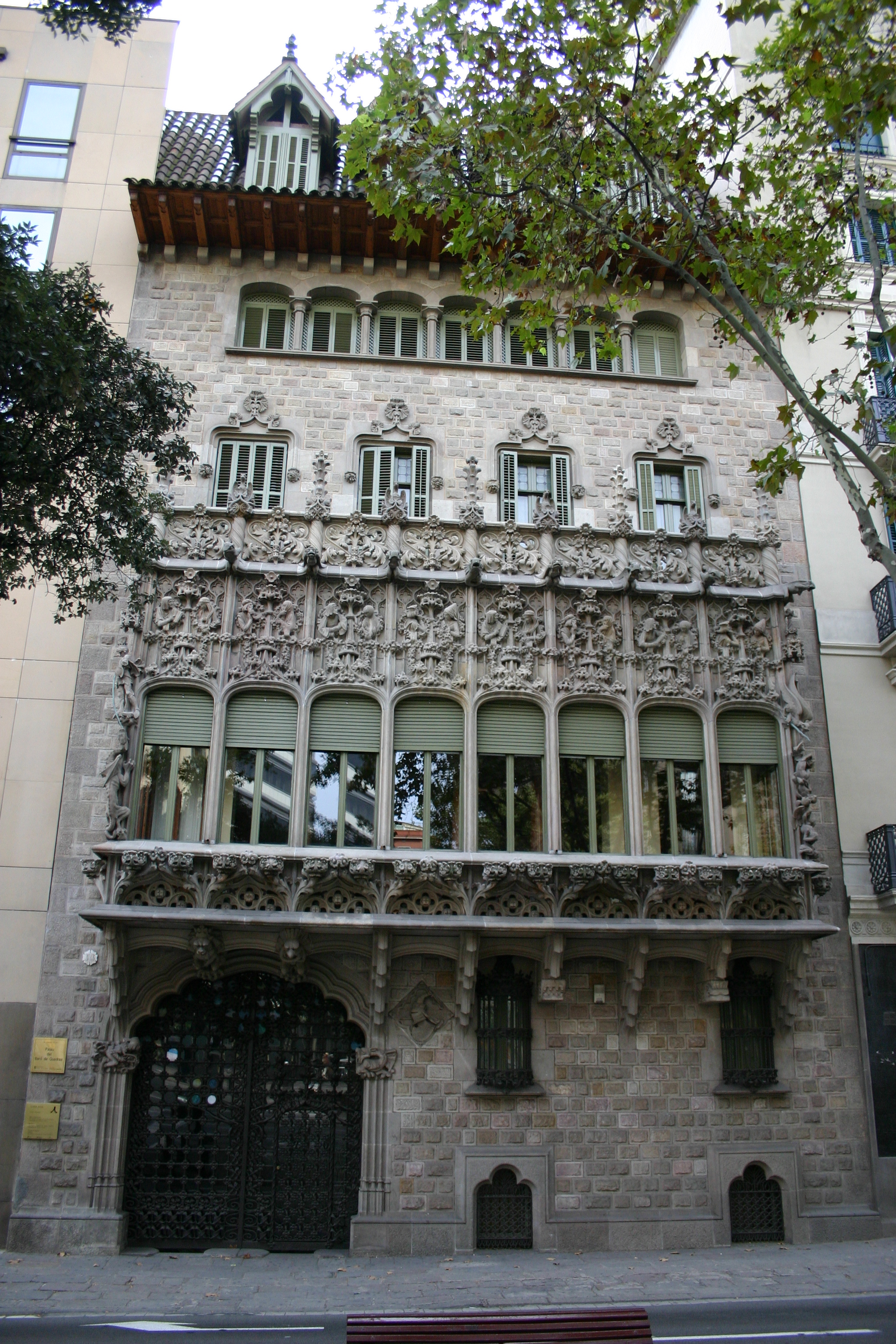
Palacio del Barón de Quadras, en Avenida Diagonal (Barcelona), obra modernista de Josep Puig i Cadafalch.

La baronía de Quadras es un título nobiliario español creado por la reina regente María Cristina de Habsburgo Lorena y concedido, en nombre del rey Alfonso XIII, a favor de Manuel de Quadras y Feliú Prim, para hacer memoria de un antiguo señorío de su casa que databa de 1378, mediante real decreto del 16 de abril de 1900 y real despacho expedido el 13 de diciembre del mismo año.

## Barones de Quadras
|                           | Titular                        | Periodo                   |
| Creación por Alfonso XIII | Creación por Alfonso XIII      | Creación por Alfonso XIII |
| ------------------------- | ------------------------------ | ------------------------- |
| I                         | Manuel de Quadras y Feliú Prim | 1900-1927                 |
| II                        | José de Quadras y Veiret       | 1927-1966                 |
| III                       | Juana de Quadras y de Camps    | 1966-hoy                  |

## Historia de los barones de Quadras
- Manuel de Quadras y Feliú Prim (m. Barcelona, 12 de abril de 1927), I barón de Quadras, caballero del Real Cuerpo de la Nobleza de Cataluña, gran cruz del Santo Sepulcro.[1]

Casó con Juana Ana Veiret y Xipell. Le sucedió, en 1927, su hijo:
- José de Quadras y Veiret, II barón de Quadras, caballero del Real Cuerpo de la Nobleza de Cataluña, de la Real Hermandad del Santo Cáliz de Valencia y de la Real Cofradía de Nuestra Señora del Portillo de Zaragoza, gentilhombre de cámara del rey.[1]

Casó con María del Pilar de Camps y de Casanova. El 28 de septiembre de 1966, previa orden del 17 de junio del mismo año para que se expida la correspondiente carta de sucesión (BOE del 18 de julio), le sucedió su hija:
- Juana de Quadras y de Camps (n. 1931), III baronesa de Quadras.

Casó con Juan de Querol y de Muller, conde de Rius.